# Gradac (gmina Foča)
Gradac (cyr. Градац) – wieś w Bośni i Hercegowinie, w Republice Serbskiej, w gminie Foča. W 2013 roku liczyła 193 mieszkańców.